# Conflitti nei blocchi durante la guerra fredda
Per conflitti nei blocchi durante la guerra fredda s'intendono quei conflitti svoltisi, tra 1945 e 1991, tra paesi appartenenti allo stesso blocco: occidentale od orientale, anziché tra un blocco e l'altro come era molto più usuale nel periodo della guerra fredda.
Tali conflitti si svolsero per una o più delle seguenti cause: contenziosi in merito ai confini, invasioni a tutela dei propri concittadini residenti all'estero, conflitti per le risorse, rimozioni di governi scomodi di uno stato vicino, autodeterminazione e difesa dei possedimenti d'oltremare.
Tra gli Stati nati a seguito di queste guerre abbiamo: l'Abcasia, la Bosnia-Erzegovina, la Croazia, l'Ossezia del Sud e la Slovenia. Un numero rilevanti di essi sono Stati a riconoscimento limitato. Sull'onda lunga di questo processo, in particolare del caso jugoslavo sono nati anche Macedonia (pacificamente), Montenegro (tramite referendum federativo) e Kosovo (guerra omonima).
Frequenti sono i conflitti che coinvolgono paesi confinanti e/o musulmani (tutti tranne i conflitti sui generis delle Falkland e quello di Panama).

## Liste
Dalle liste per semplicità sono escluse le guerre iniziate dopo il 26 dicembre 1991, data di fine dell'Unione Sovietica, e le guerre civili di minori dimensioni, che non hanno portato alla creazione di stati de facto. Il periodo di riferimento è quello dalla fine della seconda guerra mondiale nel 1945 al 1991.

### Conflitti nel blocco occidentale
- Guerra del calcio (1969) tra El Salvador e Honduras
- Guerra delle Falkland (1982) tra Argentina e Regno Unito
- Invasione statunitense di Panama (1989-1990) tra Panama e Stati Uniti

### Conflitti nel blocco orientale
- Guerra cambogiano-vietnamita (1977-1991) tra Cambogia e Vietnam
- Guerra sino-vietnamita (1979) tra Cina e Vietnam
- Conflitto di frontiera sino-vietnamita (1980-1991) tra Cina e Vietnam
- Guerra civile in Georgia (1991-1993) porta alla nascita di Abcasia e Ossezia del Sud all'interno della Georgia
- Guerre jugoslave a partire dal 1991 portano alla nascita di nuovi stati al posto della Jugoslavia
  - Guerra dei dieci giorni (1991) tra Slovenia e Jugoslavia
  - Guerra d'indipendenza croata (1991-1995) tra Croazia e Jugoslavia
  - Guerra in Bosnia ed Erzegovina (1992-1995) tra Bosnia e Jugoslavia